# Oreocereus celsianus
Oreocereus celsianus
Espèce
Classification APG III (2009)
Oreocereus celsianus ou O. neocelsianus est une plante angiosperme pérenne de la famille des Cactaceae. Son nom vernaculaire est « Old man of the Andes » qui se traduit par « vieil homme des Andes » en référence à ses longues soies blanches.

## Étymologie
Orocereus vient du grec : oreo pour montagne et cereus pour cierge. On peut donc traduire par cierge des montagnes. Celsianus vient du premier collecteur de ce cactus : Jacques Philippe Martin Cels.

## Description générale
Ce cactus est composé d’une tige partiellement recouverte de longues soies blanches de 5 cm portées par des aréoles blanches qui portent également 1-4 épines centrales de 8 cm de long et 7-9 radiales de 2 cm de long. Les épines sont jaunâtres à marron rougeâtre. Ce sont des feuilles modifiées. La tige est épaisse de 8-12 cm de diamètre et peut atteindre 2,5 mètres de haut. Elle est également crénelée avec 10 à 25 côtes droites, ramifiée à la base et pouvant aller de 1 à 36 branches.
Les soies protègent contre l’action desséchante du vent et le soleil. Ils ne protègent pas contre le froid contrairement à ce que l’on pourrait penser. Cette fonction est assurée par de substances chimiques anti-gel situées dans la sève du cactus.
Les fleurs sont hermaphrodites, nectarifères, rose violacée clair, de 7-9 cm de long sur 3 de diamètre, tubulaires et légèrement zygomorphes. Elles naissent près de l’apex d’une tige. Le carpelle et le tube floral portent des soies. Le style et les étamines dépassent de la fleur. On distingue deux groupes d’étamines, un plus long et un plus court. Tous les deux sont plus courts que le stigmate. La plante fleurit en été, entre décembre et mars. Une fleur dure trois jours en moyenne. Le fruit mature apparaît 40-45 jours après la pollinisation. Les fleurs n’apparaissent que si le cactus fait au moins 1,4 m de haut.
Les fruits sont globuleux et déhiscents à la base. La pulpe est blanche. Le péricarpe vert devient jaune quand le fruit est mûr. Il y a 25-30 fruits par cactus en moyenne. Les écarts par rapport à cette valeur sont élevés et peuvent aller de 1 à 80. Chaque fruit contient en moyenne 850 graines de 1 à 1,6 mm. Ce nombre aussi varie énormément et peut aller de 170 à 1 220.

## Écologie

### Région d’origine
Ce cactus se retrouve à l’état naturel en Argentine, Bolivie et Pérou. Il pousse en haute altitude, entre 2600 et 3 800 m, dans les Andes. Ce n’est pas une espèce menacée.

### Habitat et phytosociologie
Il préfère un sol neutre (pH de 6,1 à 7,8) et les régions semi-désertiques où l’ensoleillement est important. Il préfère les prairies aux pentes des collines. Il pousse en codominance avec Trichocereus tacaquirensis.

### Interaction avec des animaux
La fleur est pollinisée par des insectes mais surtout par des colibris diurnes et en particulier l’espèce Patagona gigas qui est le pollinisateur principal. Il n’y a pas de pollinisation nocturne. La formation d’un fruit se fait seulement après la fécondation de l’ovule par du pollen, il n’y a pas de formation de fruits parthénocarpiques. Si la fleur n’a pas été pollinisée, la plante peut s’autoféconder pour former des fruits.
Une fois le fruit formé, la dispersion des graines est assurée par la consommation du fruit par des frugivores (lézards, rongeurs…). Le passage dans l’estomac d’un tel animal supprime la dormance de la graine.
Il est aussi important de noter que le nectar des cactus attire des animaux qui vont s’en nourrir sans disperser le pollen. C’est le cas par exemple des fourmis.

## Protection
L’importation d’espèce sauvage des pays d’origine est soumise à des permis et est même interdite au Pérou. Ce cactus peut sinon être obtenu auprès de points de vente fournissant des cactus ornementaux.

## Culture
Ce cactus est cultivé pour l’ornementation sur un substrat composé de 1/3 terreau, 1/3 sable et 1/3 terre. Sa culture dans les régions tempérées est délicate car l’humidité hivernale atmosphérique peut provoquer l’apparition de maladies. De plus, il est déconseillé de passer en dessous de 0 °C si le cactus se trouve dans un espace confiné et en dessous de -7 °C s'il est dans un endroit bien aéré. Pour conserver une densité de soies importante, il faut que la plante soit exposée à un ensoleillement vif. La plante ne nécessite pas d’arrosage en hiver et un arrosage moyen en été. La reproduction se fait par semis ou bouturage.